# T.F. Chen
Tsing-fang Chen (né à Taïwan le 2 juin 1936) est un peintre, historien, écrivain et philosophe taïwanais. En 1996, il a fondé le T.F Chen Cultural Center à New York – une organisation à but non lucratif dont le projet est de développer les échanges culturels et d'encourager une nouvelle Renaissance mondiale autour de l'art visuel (visual art). Il est référencé dans le dictionnaire universitaire des artistes (le Benezit Dictionary modernisé) à vocation de la recherche et en soutien du travail universitaire. Il conçoit l'art comme un véhicule, une sorte de soft power, offrant par la même une médiation par la pertinence de l'œuvre. Brisant les lignes du présent, du passé et du futur et animé d'un idéal de paix, il se consacre à imaginer un village global multisymbolique, pour le bienfait de l'humanité.

## Biographie
Né à Taiwan en 1936 sous l’occupation japonaise, T.F Chen mémorisa dans son enfance chacune des cinquante pages d’un livre d’art qu’un dentiste taïwanais avait réussi à rapporter clandestinement du Japon. Très jeune, il commença à étudier la peinture dans un studio privé d’artiste. À la fin du secondaire (à la National Tainan First Senior High School), il fut accepté au département de littérature anglaise de l’Université Nationale de Taïwan sans avoir besoin de passer le concours d'entrée. Quelques années plus tard, il décrocha une bourse du gouvernement français pour aller étudier à la Sorbonne. En 1963, il s’envola pour Paris avec seulement une petite valise et 100 $ qu'il avait empruntés à un ami. Il y passa 12 années et devint le premier asiatique à décrocher un doctorat d’Histoire de l’Art à l’Université de la Sorbonne à Paris ; il obtint aussi une licence de littérature française contemporaine. Parallèlement, il étudia la peinture pendant 7 années à L’École nationale supérieure des beaux-arts de Paris, et écrivit de nombreuses critiques à propos des différentes expositions parisiennes tout en travaillant dans les studios de Legeult et Yankel. Pendant ces années, il parvint à survivre financièrement en faisant la plonge (vaisselle) dans un restaurant chinois. En 1975, Chen partit pour New York où il rencontra sa femme, Lucia, et continua à créer de plus en plus intensément tout en commençant à exposer ses travaux. Son travail, prenant la mesure de phénomènes sociaux, est animé par des réflexions de nature philosophique, notamment le concept de soulware (l'idée d'un lien universel et humaniste) qu'il illustre avec des éléments historiques ayant jalonné la frise chronologique du monde de l'art et par le biais de la narration de la géopolitique ancienne (Formose, lien Est-Ouest) et post-moderne (la conférence de Yalta). Loin d'être un simple jet de type patchwork, l'artiste communique avec son auditoire par une création distillée subtilement par des combinaisons (de personnages réels, d'allégories de la liberté) se mariant via son pinceau. L'artiste se mue en artiste-chercheur, en artiste-sociologue qui interroge son public par des additions de figures et des anachrosimes (par exemple, Churchill cotoyant Napoléon à Yalta dans une scène biblique), comme l'a décrit le curateur et critique Gilles Bastianelli.

## Carrière
Ce penseur s'intéresse à l'art depuis sa jeunesse, lorsqu'il a étudié la peinture avec Guo Baichua. En 1969, alors qu’il étudiait encore à la Sorbonne, Chen établit sa théorie nommée Five-Dimensional Universal Culture et créa le style Neo-Iconography. Depuis, il a peint plus de 3 000 tableaux dans ce style qui lui est propre, a donné plus de 200 conférences et publié 26 livres à propos de son art et de sa philosophie. Ses travaux ont été publiés dans plus de 300 livres, magazines, journaux et autres médias partout à travers le monde (comme dans Arts & Ideas, le livre référence de l’histoire de l’Art).
En 1980, Chen donna une conférence sur sa théorie Five-Dimensional Universal Culture à la Conférence Internationale des Sciences. En 1998 et 2000, il présenta sa thèse et exposa ses travaux au Forum Mondial des Nations. En 2001, les Amis des Nations unies l'honorèrent du Global Tolerance Award, faisant de lui un Ambassadeur culturel de la tolérance et de la paix et l’invitant à organiser le Arts for Humanity World Tour afin de promouvoir l’éducation à l’art et une culture mondiale de la paix partout à travers le monde.
L'index de référence des presses universitaires d'Oxford indique que le Docteur Chen a travaillé avec le maître Guo Baichuan et que son travail s'articule initialement autour de paysages et de couleurs pastel. Il s'intéresse en effet à l'art depuis le plus jeune âge, ayant étudié la composition avec Baichua : . Il s'agit de la numérisation de l'ouvrage papier d'Oxford de 2013 référencé sous l'ISBN n°9780199923014.
Axés sur une véritable sémantique visuelle, les huiles sur toile et travaux en acrylique de Chen sont centrés sur des symboles humains et contextuels, chargés de sens et d'émotions (du public). Tout à la fois vecteur et portail (gateway of images, selon l'expression consacrée de McEvilley), l'iconographie de cet artiste agrémente à volonté une leçon d'histoire que nous donne chacun des tableaux. L'univers de Chen échappe aux dimensions du temps et de l'espace et nous narre des rencontres entre Picasso et Van Gogh ou encore l'académisme de la Renaissance représenté sur un paysage lunaire, agrémenté de fusées.

## Le New World Art Center
En 1996, T.F. Chen cofonda le New World Art Center et le T.F. Chen Cultural Center, une organisation à but non lucratif basée à SoHo, à New York City – qui sponsorise et organise de nombreux événements artistiques. En 2005, en partenariat avec les Amis des Nations unies, T.F. Chen fonda l'Art for Humanity Foundation afin de promouvoir et de mettre en place l' Arts for Humanity World Tour 2005-2010. Le peintre a exposé à la Lucia Gallery de New York (SOHO) mais aussi à Taïwan, en Chine et en France (chez Pierre Bergé).

## Notoriété artistique
T.F. Chen est considéré comme l’un des pionniers de l’art post-moderne des années 1970 et a aussi été reconnu comme « l’un des 20 artistes les plus influents dans le monde l’art » par le Dr. Thomas McEvilley, un critique d’art très reconnu.
Dr. Jan Hulsker, un expert de Vincent van Gogh et ancien ministre, le nomma « le nouveau Van Gogh » quand il vit la série dite “Post- Van Gogh” que Chen avait créée afin de célébrer le centenaire de la mort de Van Gogh. L'ancien élève du département de littérature anglaise de l’Université Nationale de Taïwan a ainsi vendu ses toiles via des enchères (Christie's, Sotheby's) dès les années 1990. Marqué artistiquement et spirituellement depuis des décennies par le jalon majeur pour l'humanité que représente le premier pas de l'Homme sur la lune, Chen se consacre depuis 2022 à une série en acrylique sur Elon Musk et sur sa société SpaceX. Il offre à son public un voyage cosmique pictural s'affranchissant des contraintes spatio-temporelles.

## Style & impact: un dialogue visuel universel
Apparaissant dans des ouvrages de sociologie et dans des manuels scolaires à travers le monde, le Docteur Chen est souvent décrit comme un Andy Warhol chinois, une figure du pop art. De nombreux travaux de l'artiste sont empreints d'onirisme. L'ancien universitaire a fondé depuis Taipei le T.F. Chen Cultural Center (陳錦芳文化館) à Taïwan pour préserver et exposer, et pour initier le dialogue avec les musées d'art du monde entier. Avec un tel excès d'histoire, Chen est plus impliqué dans les possibilités du futur que dans des obsessions aussi passionnément sombres que l'ombre mortelle du passé. Il suggère une tentative de réorganiser non seulement son travail, mais aussi son moi. Dans ses voyages de la vie et dans son art, il s'est fait un individu interculturel ou multiculturel, pour suggérer une vision, une citoyenneté d'une époque à venir - ou du moins une idée de ce que pourrait être une telle autonomie universaliste et introspective.

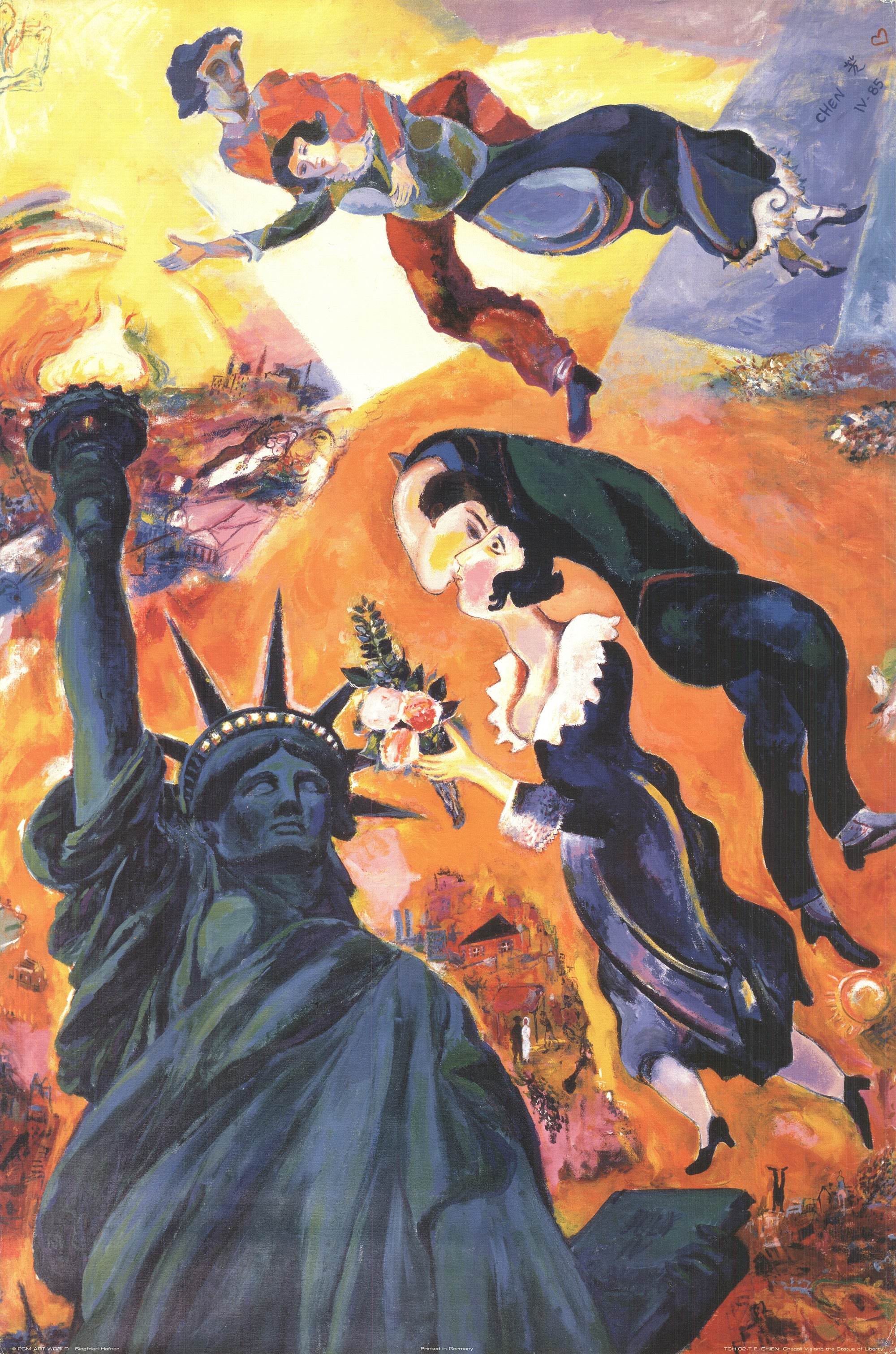
Tableau onirique de Chen

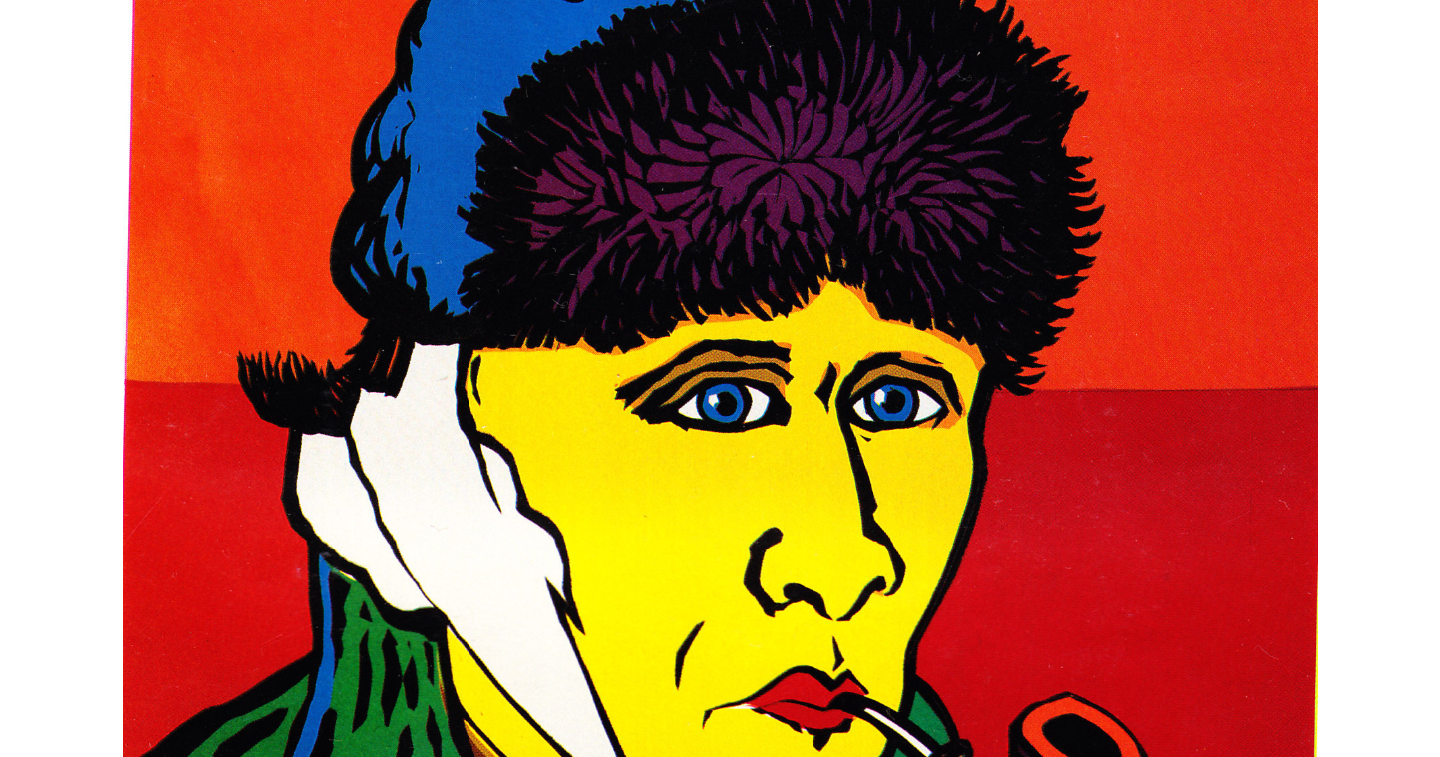
Campagne anti-tabac à New York, une commande réalisée par Chen